# Thanatopsis
Thanatopsis – wiersz amerykańskiego romantycznego poety Williama Cullena Bryanta, napisany przez niego w wieku siedemnastu lat i opublikowany w North American Review w 1817. Tytuł poematu znaczy po grecku "rozmyślania o śmierci". W tym utworze poeta, wychowany w konserwatywnym protestantyzmie, odrzucił purytański dogmat deistyczny. Ten krótki poemat jest najpopularniejszym dziełem poety, który oprócz niego opublikował wiele innych utworów, w tym poemat The Ages. Thanatopsis jest napisany wierszem białym (blank verse), czyli nierymowanym pentametrem jambicznym, dominującym  w poezji angielskiej od XVI wieku. Liczy osiemdziesiąt jeden wersów.
So live, that when thy summons comes to join 

The innumerable caravan which moves 

To that mysterious realm, where each shall take

His chamber in the silent halls of death,

Thou go not, like the quarry-slave at night, 

Scourged to his dungeon, but, sustained and soothed 

By an unfaltering trust, approach thy grave 

Like one who wraps the drapery of his couch

About him, and lies down to pleasant dreams.